# Mohamed Barakat
Mohamed Barakat (arabsky محمد بركات‎; * 20. listopadu 1976, Káhira) je bývalý egyptský fotbalista. Nastupoval především jako záložník. S egyptskou fotbalovou reprezentací vyhrál roku 2006 mistrovství Afriky (Africký pohár národů 2006), odehrál za ni celkem 70 zápasů a vstřelil 9 gólů. V anketě BBC byl roku 2005 zvolen nejlepším fotbalistou Afriky. Dvakrát byl v Egyptě vyhlášen fotbalistou roku (2002, 2009). Celý život hrál jen za arabské kluby, největších úspěchů dosáhl s egyptským klubem Al-Ahly SC, s nímž pětkrát vyhrál africkou Ligu mistrů (2005, 2006, 2008, 2012, 2013). Mistrem Egypta se stal osmkrát, sedmkrát s Al-Ahly SC, jednou s klubem Ismaily SC.